# Trigliceridi
Trigliceridi su esteri glicerola i masnih kiselina. Glavni su sastojak životinjskih i biljnih masti i ulja. Dobili su ime po tome što se tri masne kiseline vežu na tri hidroksilne skupine glicerola.
Masti su spojevi sa zasićenim masnim kiselinama (palmitinska, stearinska), te su zato pri sobnoj temperaturi u krutom (čvrstom) ili polukrutom agregatnom stanju, a ulja spojevi s nezasićenim masnim kiselinama (oleinska, linolna, linolenska) pa su zato pri sobnoj temperaturi u tekućem agregatnom stanju.
Masne kiseline su dugačke molekule koje na jednom kraju imaju karboksilnu skupinu ( -COOH) a na drugom kraju metilnu skupinu ( -CH3) tako da svojstva triglicerida ovise o molekulama masnih kiselina pri čemu je odlučujuća duljina njihovih lanaca i broj dvostrukih veza.

## Uloga masti i ulja
Masti i ulja su energetski najbogatiji spojevi te imaju vrlo važnu ulogu u građi svih živih stanica. Masti nas opskrbljuju velikom količinom energije. Nalazimo ih u masnom tkivu i u masnim kapljicama ostalih stanica. Zbog toga su masti i ulja vrlo važna skupina spojeva u ljudskoj prehrani. One su pričuva energije neophodne svakom živom organizmu za njegov razvoj i održavanje. Vrlo su široko rasprostranjene u prirodi koliko u životinjskom toliko i u biljnom svijetu. One sudjeluju u izmjeni tvari u živom organizmu.
Masti osim biološkog imaju i veliko tehničko značenje. One služe kao sirovina za proizvodnju: sapuna, margarina, raznih maziva, lakova i boja.

## Masti u probavi
U probavi hrane, mast razgrađuje žuč tek u tankom crijevu. Žuč, koja dolazi iz žučnog mjehura u duodenum (prvi dio tankog crijeva), zajedno s hranom putuje kroz tanko crijevo i razgrađuje mast na njezin sastav: glicerol i masnu kiselinu. Masna kiselina se dalje probavlja, a glicerol se metabolizira u jetri.